# Ernesto Jorge Lanusse
Ernesto Jorge Lanusse (c. 1921 - Buenos Aires, 14 de noviembre de 1998) fue un político, e ingeniero agrónomo argentino, que se desempeñó como ministro de Defensa de la Argentina entre el 29 de marzo de 1962 y 30 de abril de 1962, durante la presidencia de José María Guido y luego ministro de Agricultura del dictador Alejandro Agustín Lanusse.

## Biografía
Estudió agronomía en la Universidad de Buenos Aires. Se casó con María Eugenia Pico Estrada, con quien tuvo diez hijos. Su primo hermano era el general Alejandro Lanusse.

## Atentado
Participó en el atentado de la Plaza de Mayo del 15 de abril de 1953, cuando un grupo terrorista conformado por los políticos de la UCR Roque Carranza, Carlos Alberto González Dogliotti, Ernesto Lanusse y su hermano apoyados por el capitán Eduardo Thölke, que les proveyó los explosivos. El atentado consistió en la detonación de dos bombas mientras se realizaba un acto sindical organizado por la Confederación General del Trabajo (CGT) en la Plaza de Mayo (frente a la Casa de Gobierno). Como resultado murieron seis personas y más de 90 quedaron heridas, entre ellos 19 mutilados.
Fue subdirector y director general de Provincias del Ministerio del Interior, durante la dictadura autodenominada Revolución Libertadora. Cuando su primo Alejandro Lanusse asumió como presidente de facto, lo designó Presidente del Instituto Nacional de Tecnología Agropecuaria, y posteriormente ministro de Agricultura y Ganadería.
Estuvo a cargo interinamente de la Secretaría de Guerra (por la renuncia del titular) a partir del 23 de abril de 1962.